# 크럼핑

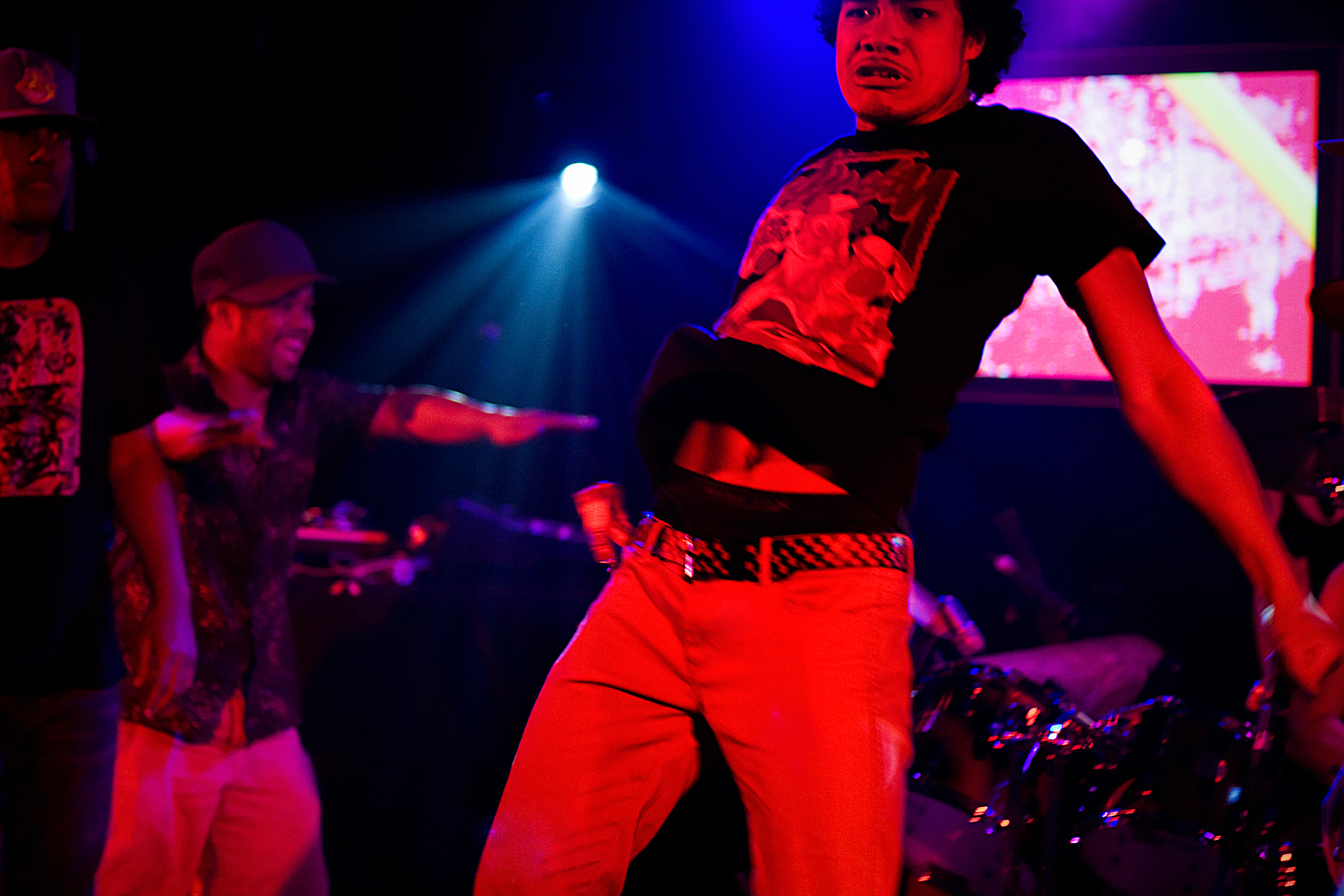

크럼핑(krumping), 다른 말로 크럼핑댄스는 미국 흑인 댄스 내지 스트리트댄스의 한 형태이다. 자유롭고 표현력 있고 역동적인 것이 특징이다. 미국 로스앤젤레스 남부 지역에서 타이트 아이즈(Tight Eyez)와 빅 미호(Big Mijo)에 의해 창조되었다. 이 지역에서 흔히 발생하는 길거리 폭력과 관련, 긍정적이고 비폭력적인 면에서의 공격성 표출 및 분노 표출을 도모하고자 개발되었다는 설이 있다.
크럼핑은 매우 표현적이며(에너지,감정 등을 나타냄), 변화 무쌍한 댄스이다. 체스트 팝(chest pop), 스톰프(stomp), 암 스윙(arm swing), 잽(Jab) 싱크(sync), 퍼즐(puzzle), 뱅(bang), 겟-오프(get-off) 등이 댄스 동작에 포함된다. 크럼핑은 텐션에 따라 보통 텐션인 크럼프(Krump), 낮은 텐션의 벅(Buckness or Getting Buck), 높은 텐션의 라이브니스(Liveness or Live) 로 나뉜다.
현재 한국에서는 프라임킹즈 크루가 한국을 넘어 아시아를 대표하고 있다.

## 조직

### 북미

#### 북미 지역 패밀리
북미 지역 패밀리를 예로 들면 다음과 같다.
- 아이즈(Eyes)
- 이.오.엔(E.O.N.)
- 플리피노 라이스 트랙(Filipino Rice Track)
- 호러페임(Hall of Fame)
- Remnant
- SG3

### 한국
- 프라임 킹즈(PRIMEKINGZ))
- 몬스터 우 팸(MONSTER WOO FAM)
- 팀 블랙아웃(TEAM BLACKOUT)
- 더 블랙(THE BLACK)
- 싸우스킹즈(SOUTH KINGZ)

- 사무신 (SAMUSHIN)

## 클라우닝과 크럼핑과의 비교
크럼핑은 종종 클라우닝(clowning)과 혼동되기도 한다. 크럼핑과 클라우닝 사이에는 춤 형태와 기원(그리고 대충 스타일)에서 비슷한 면이 있기는 하지만, 눈으로 구분할 수 있는 차이점도 존재한다.
크럼핑과 클라우닝은 비슷한 속도로 진행되며, 팔 추처럼 흔들기(arms swinging), 리듬감 있게 깐단깐닥 위아래로 움직이기(rapid rhythmic bobbling), (더 크럼프(the krump), 즉 보블 바운스(bobble bounce))라고 불리는 간헐적인 척추 웨이브(flex of the spine)와 가슴 와락 밀치기(thust-out chest) 등과 같은 공통적인 춤 패턴이 보이기는 한다.
그러나 크럼핑은 클라우닝보다 더 공격적인 춤 형태이다. 또한 크럼핑은, 폭력적이고 과장되고 드라마틱한 움직임을 통해, 솟구쳐오르는 감정이나 분노를 표현(발산)하는 춤 형태이다. 다양한 변화, 개인적인 특질, 움직임 등이 크럼프(즉 보블 바운스)의 특징인 것이다. 가끔 "업신여기기", "농담하기", 스네이킹(snaking)과 같은 동작이 들어가는 클라우닝과는 다르다.

## 같이 보기
- 팝-락킹